# 一夜づけ
『一夜づけ』（いちやづけ）は、テレビ東京（関東ローカル）で2013年4月16日から2022年4月4日まで月曜日未明 - 日曜日未明（日曜日深夜 - 土曜日深夜）に放送されていた広報番組。

## 概要
2013年4月まで放送されていた、『もえ×こん』に代わる、同局深夜の広報番組で、講師と助手が生徒たちに講義を行う形で進行する。
番組内容は、講義としてインフォマーシャル形式のエンタメ情報の紹介を基本とし、また、ゲストを招いてのトークや様々な企画に挑戦することもある。
講師はジャングルポケットの3人が持ち回りで担当し、生徒は不定期で入れ替わる。
生徒は基本的に10人のうち、3人が出演する。
番組の最後に、講師が生徒の中から1人を「今日の一言担当」として指名し、指名された生徒は何か気の利いた一言を言って番組を締めなければならない。
2022年4月4日をもって9年間の放送に幕を下ろした。

## 出演者
講師
- ジャングルポケット（おたけ、太田博久、斉藤慎二）

助手
2013年4月1日・1期
- 野沢春日（当時テレビ東京アナウンサー）

2013年4月1日・1.2期
- 鷲見玲奈（当時テレビ東京アナウンサー）

2016年3月・3期
- 上野優花
- 松川佑依子

2017年3月・4期
- 川辺優紀子
- ドーキンズ英里奈

2018年3月・5期
- 松原江里佳
- 熊江琉唯

6期
- 榊原美紅
- 藤岡沙也香

7期・2019年4月～
- 坂本麻子
- 山下耀子

8期・2020年4月～
- 伊藤愛真

9期・2021年4月～
- 西辻未侑
- 笹木かおり

生徒
| （2013年4月〜2013年5月・1期生） - 菊地翔子 （〜2014年3月・1期生） - 池谷麻依 - 梅澤亜季 - おのののか - 長谷川ありさ - 森千晶 - 由井香織 | （2014年4月〜2015年3月・2期生） - 青山あみ - 青山めぐ - 小出友華 - 小林麗菜 - 櫻井ゆりの - 高松チェルシーリナ - 竹内紫麻 - 中島愛里 - 中曽根知左 - 桝田沙也香 | （2015年4月〜2016年3月・3期生） - 青山玲子 - 泉谷帆香 - 岡田ロビン翔子 - 桜井未来 - 中世古麻衣 - 中野瑞希 - 西谷麻糸呂 - 葉月あや - 松田るか - 山本成美 - レアンナ |

| （2016年4月〜2017年3月・4期生） - 池田裕子 - くるみ - 紺野ぶるま - 酒井瞳 - 久松かおり - 森岡朋奈 - 森川彩香 | （2017年4月〜2018年3月・5期生） - 川上愛 - 桐生美希 - 熊井友理奈 - 小峯愛未 - こんにちわ＼（^o^）／きらりんぼ☆ハリー!!! - 桜めい - 遠山茜子 | （2018年4月～2019年3月・6期生） - 川村海乃 - 北村沙織 - 佐々木まゆ - 西井万理那 - 村上奈菜 - 森田ワカナ - 里々佳 |

| （7期生・2019年4月～） - 梅本静香 - 源藤アンリ - 古関れん - 相楽咲花 - 沢すみれ - 白鳥紗良 - 鈴元まい - 遥葵りさ | （8期・2020年4月～） - 伊藤愛真 | （9期・2021年4月～） - 川瀬忍（ペピ） - 金曜日のアイ - 園田あいか - ゆうちゃみ - 岡田佑里乃 - HIKARU |

## 放送時間
- 月曜日 2:35 - 3:05（日曜日深夜）
- 火曜日 2:05 - 2:20（月曜日深夜）
- 水曜日 3:05 - 3:20（火曜日深夜）
- 木曜日 3:05 - 3:20（水曜日深夜）
- 金曜日 3:05 - 3:20（木曜日深夜）
- 土曜日 3:00 - 3:15（金曜日深夜）
- 日曜日 3:05 - 3:15（土曜日深夜）

放送時間は多少前後することがある。

## スタッフ
- ナレーター：植草朋樹（テレビ東京アナウンサー）
- 構成：相澤昇、垣端鑑、堀江志津（堀江→一時離脱→復帰）、上田源嗣
- CG：パークグラフィックス
- 編集：岩崎一博、山下弥生
- MA：小林研人、田村祐資
- 音効：太田省吾、藤井祥史
- スタイリスト：生井ゆみ
- 技術協力：コールツプロダクション、テクノマックス、Gリンクスタジオ
- 美術協力：テレビ東京アート
- デスク：小原千明（以前は制作進行）
- ディレクター：大熊慎一、村田ひろこ、土井隆志、尾藤光、野中哲也、河野督
- コンテンツプロデューサー：横田純平、川村亮太、諏訪遼太朗
- プロデューサー：滝山直史、野口詠介
- 制作協力：カメレオンフィルム
- 制作著作：テレビ東京

### 過去のスタッフ
- 構成：川上テッペイ、大塚泰博
- 編集：藤塚正成
- 音効：塩谷弘樹
- スタイリスト：松原隆史
- デスク：波戸ゆかり
- ディレクター：久保田昌志、岡山一尋
- 演出：田吹康、犬伏晋也
- コンテンツプロデューサー：石本順也、陳賛淑、武田由紀、飯田将太、山田唯莉子、裴容完、高柳桃子、中川亜佐子、張替一彰、鎌仲佑允
- プロデューサー：大和健太郎